# Euxoa aurulentoides
Euxoa aurulentoides är en fjärilsart som beskrevs av Embrik Strand 1921. Euxoa aurulentoides ingår i släktet Euxoa och familjen nattflyn. Inga underarter finns listade i Catalogue of Life.